# Zoo (serie de televisión catalana)
Zoo es una serie de televisión de TV3 producida por Diagonal TV que se estrenó el 21 de enero de 2008 y que tiene 23 episodios.

## Argumento
La trama de la serie gira alrededor de las vidas de los trabajadores (cuidadores, veterinarios, especialistas…) del Zoo de Barcelona y las relaciones que tienen entre ellos y sus familias.

## Personajes
| Actor             | Personaje       |
| ----------------- | --------------- |
| Mònica López      | Diana Vidal     |
| Pere Arquillué    | Conrad Hervera  |
| Mercè Pons        | Lola Vicent     |
| Santi Ricart      | Max Garau       |
| Lluís Soler       | Quirze Cabot    |
| Patrícia Bargalló | Iris Pastor     |
| David Verdaguer   | Santi Feliu     |
| Llum Barrera      | Gisela Navarro  |
| Pep Munné         | Dídac Giró      |
| Lluís Villanueva  | Gori Comes      |
| Marc Rodríguez    | Adrià Giralt    |
| Joan Carreras     | Abel Ferreres   |
| Lluïsa Mallol     | Mariona Colomer |
| Miquel Sitjar     | Gerard Comamala |
| Nil Cardoner      | Jan Hervera     |
| Paula Blanco      | Clàudia Sala    |
| Núria Hosta       | Elvira Prats    |
| Juli Fàbregas     | Èric Ribes      |
| Javier Beltrán    | Pep             |
| Núria Martínez    | Eva Cases       |

- Datos: Q20104823